# Bibliotecas da Suécia

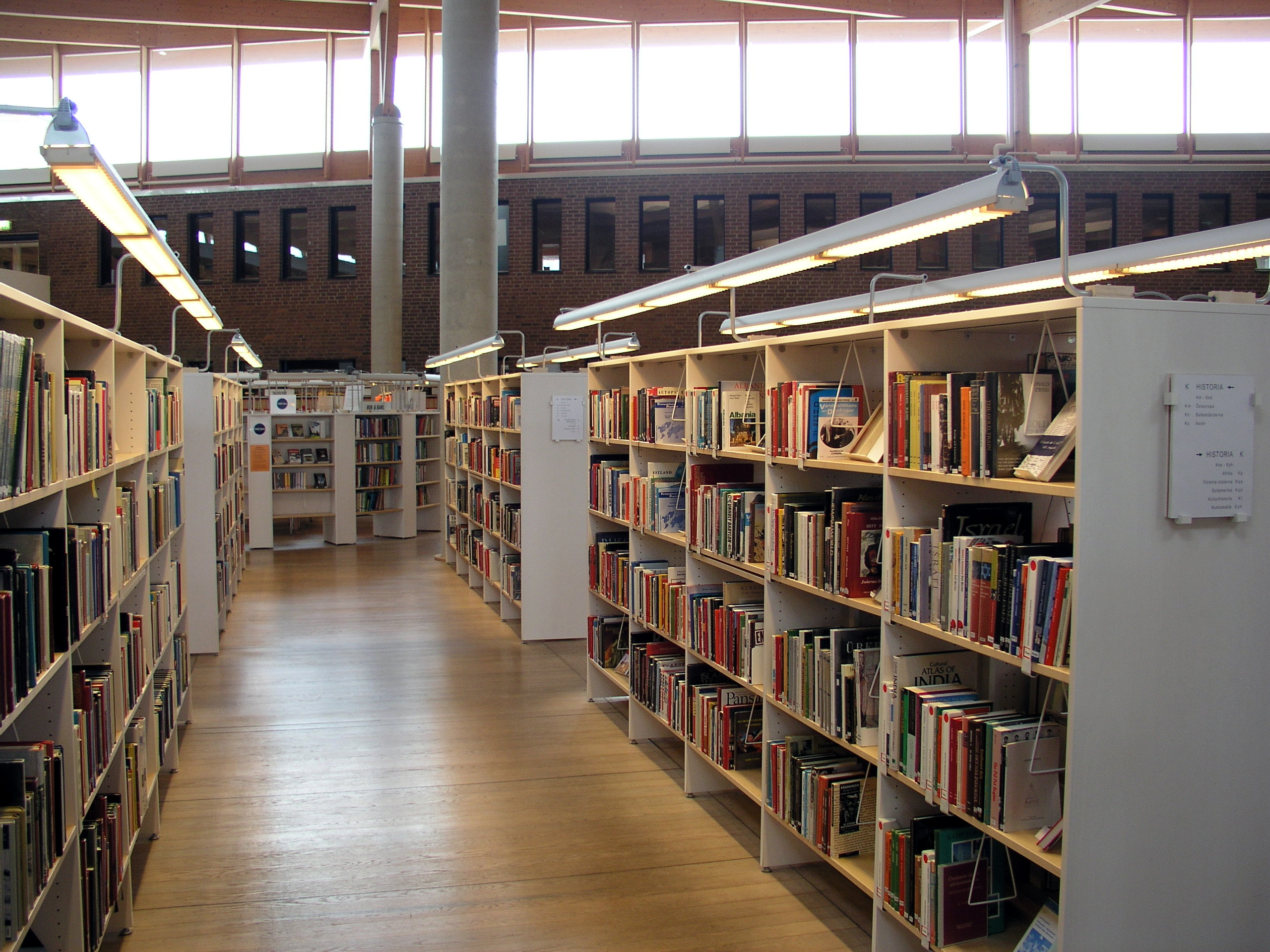
A Biblioteca Municipal de Linköping

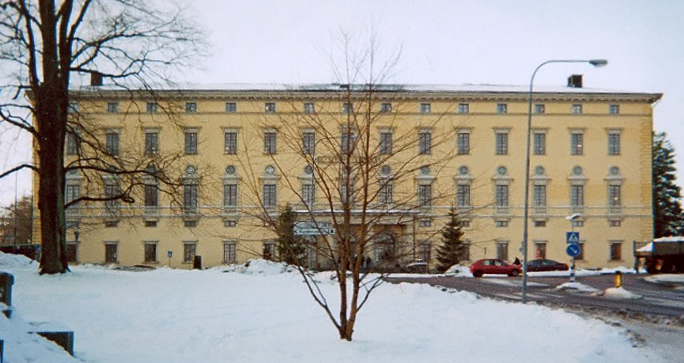
Carolina Rediviva - a Biblioteca da Universidade de Uppsala

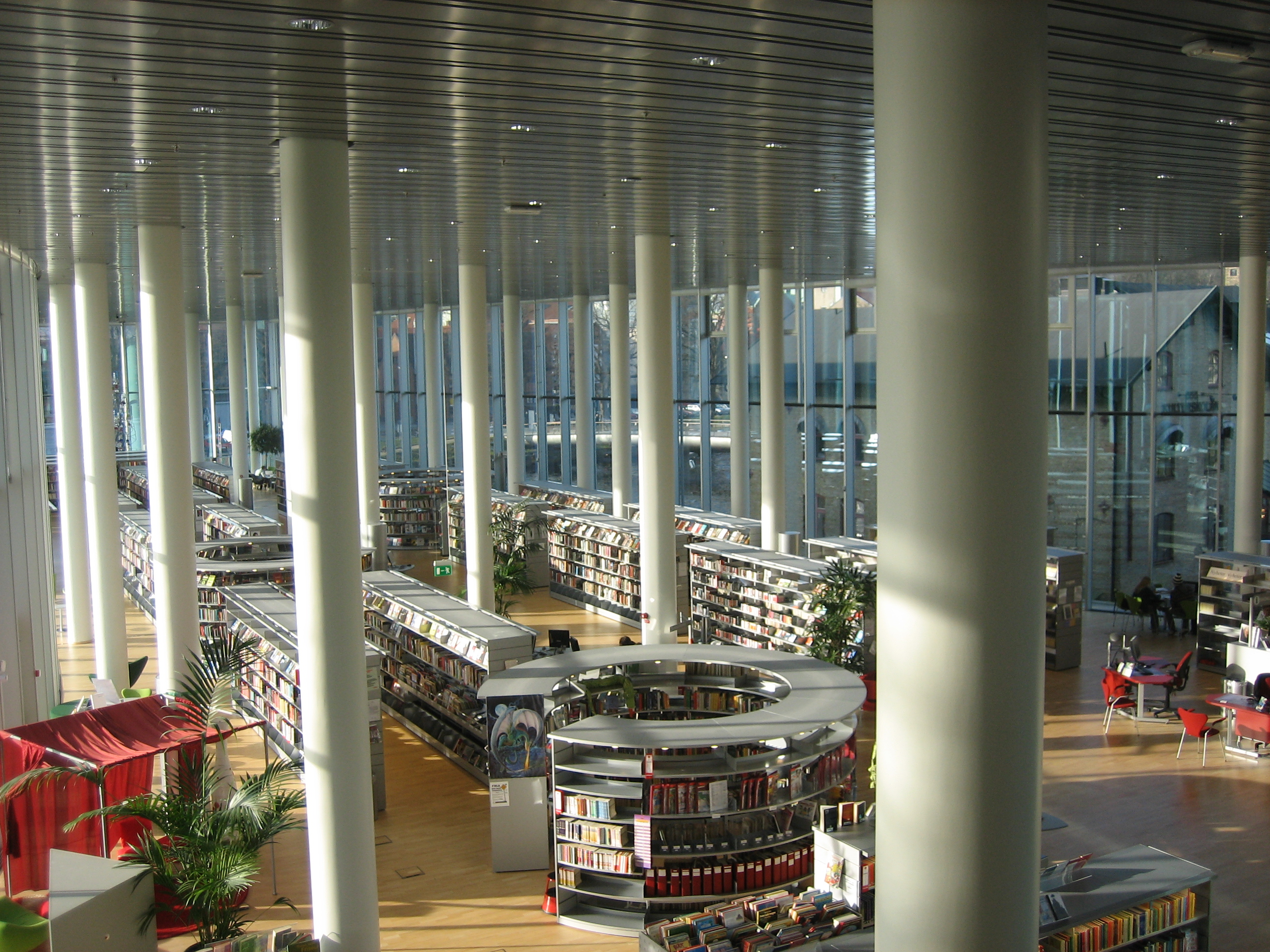
A Biblioteca Municipal de Halmstad

A Suécia dispõe de 1 biblioteca nacional, 290 bibliotecas municipais com cerca de 1000 filiais, 40 bibliotecas universitárias, cerca de 90 bibliotecas ambulantes (em autocarro/ônibus), 3000 bibliotecas escolares e 85 bibliotecas de hospital.

As bibliotecas públicas suecas seguem desde 1921 um sistema de classificação próprio – o SAB.

As primeiras bibliotecas públicas de que há notícia são as bibliotecas paroquiais de Kjula e Sundby em 1799 e de Lekeryd em 1800. 
Alguns anos mais tarde – em 1868 – já havia 1437 bibliotecas de paróquia.
A partir de 1912, aumenta significativamente o apoio económico do estado às bibliotecas locais.
A Biblioteca Municipal de Estocolmo viu a luz do dia em 1923.

## Algumas bibliotecas da Suécia
| Imagem | Biblioteca                              | Nome sueco                    | Localização |
| ------ | --------------------------------------- | ----------------------------- | ----------- |
|        | Biblioteca Nacional da Suécia           | Kungliga biblioteket          | Estocolmo   |
|        | Biblioteca Municipal de Estocolmo       | Stockholms stadsbibliotek     | Estocolmo   |
|        | Biblioteca Municipal de Gotemburgo      | Göteborgs stadsbibliotek      | Gotemburgo  |
|        | Biblioteca Municipal de Malmö           | Malmö stadsbibliotek          | Malmö       |
|        | Biblioteca Municipal de Västra Frölunda | Västra Frölunda bibliotek     | Gotemburgo  |
|        | Biblioteca da Universidade de Uppsala   | Uppsala universitetsbibliotek | Uppsala     |
|        | Biblioteca da Universidade de Lund      | Universitetsbiblioteket       | Lund        |